# Mračna kula II: Tri tarot karte
Tri tarot karte je knjiga fantastike, Američkog pisca Stivena Kinga. U pitanju je druga knjiga u serijalu Mračna kula, objavljenja od strane izdavačke kuće Grant 1987. godine Serijal je najvećim delom inspirisan pesmom „Čajld Roland je do Mračne kule došao“ Roberta Brauninga, čiji je kompletan tekst uključen u apendiks poslednje novele u serijalu. radnja se nadovezuje na knjigu Mračna kula: Revolveraš i prati potragu Rolanda Desčejna ka Mračnoj kuli.

## Zaplet
Knjiga počinje nekih 7 časova nakon završetka radnje prvog dela serijala "Revolveraš" kada je  Čovek u crnom koristeći tarot karte Rolandu saopštio njegovu sudbinu. Roland se budi na plaži i iznenada biva napadnut od strane čudnog stvorenja nalik jastog u koga je imenovao kao Jastogovište pre nego što je ubio čudno stvornje jastogovište mu je odgrizlo kažiprst i srednji prst na desnoj ruci kao i veliki deo palca na desnoj nozi. Ubrzo posle ovih dešavanja rana na ruci mu se inficira His untreated wounds soon become infected. Grozničav i bez snage Roland nastavlja svoj put uz plažu duž severa, gde naposletku nailazi na troje vrata na sred plaže. Svaka vrata su prolaz ka Njujorku u različitim vremenskim periodima (1987, 1964. i 1977. godine). Dok Roland prolazi kroz vrata, prilikom povratka iz svakih dovodi sa sobom saborce koji će mu se pridružiti u njegovoj potrazi za Mračnom kulom.
Prva vrata nazvana "Sužanj" dovode u priču pratioca Edija Dina mladića navučenog na heroin koji je upetljan u šverc kokaina u Njujork za jednog od Njuroških kraljeva kokaina Enrika Balazara. Edi postaje sumnjiv prvo jednoj stjuardesi, a zatim i na njen nagovor i carinskoj policiji, Roland mu pomaže da se izvuče iz zapetljane situacije kako bi prošao carinsku inspekciju, tako što ga je provukao kroz "vrata" i doveo u svoj svet gde su privremeno sakrili kokain. Carinska policija privodi Edija i satima ga ispituje, ali pošto nisu imali nikakve dokaze on je pušten. Za ova dešavanja je doznao i sam Balazar koji pomislivši da se Edi nagodio sa policijom kidnapuje Edijevog starijeg brata Henrija, takođe heroinskog zavisnika kako bi osigurao svoju poziciju i naterao Edija da mu preda kokain. U trenutku Edijevog suočavanja sa Balazarom, Edi iznosi tvrdnju da će Balazaru dati sav kokain, samo što pre toga mora da ode u toalet kako bi ga uzeo. Nakon ovoga Balazar sa svojim pomoćnicima tera Edija da se skine do gole kože i proveravaju ga da li ima kokain sa sobom, pošto su se uverili da ga nema puštaju ga da ode u toalet, ali uz pratnju Balazarovog čoveka. U toaletu Edi gura Balazarovog čoveka kroz "vrata" u Rolandov svet. Tokom kratkog okršaja sa Rolandom Balazarov čovek biva ranjen od strane Rolanda a zatim i živ pojeden od Jastogovišta koja se se sve vreme pojavljuju na plaži. Roland tada prolazi kroz vrata i pridružuje se Ediju u toaletu. Čuvši kroz vrata toaleta da mu je brat umo od slučajnog predoziranja heroinom koji su mu dali Balazarovi ljudi Edi izleće iz toaleta čime započinje veliku pucnjavu u Balazarovom klubu iz koje Roland i Edi izlaze kao pobednici. U trenucima dok još uvek oplakuje svog brata Edi odlučuje da uloži sve što mu je preostalo u Rolanda i pridružuje mu se. Pre nego što su prošli nazad kroz "vrata" u Rolandov svet, Edi iz Balazarovog kupatila kupi antibiotike za Rolanda. Uz Edijevu brigu o Rolandu, infekcija se polako povlači. 
Druga vrata Nazvana dama od senki dovode u priču Odetu Holms, crnkinju sa disocijativnim poremećajem (poremećaj dvostruke ličnosti) koju Edi u početku greškom pomeša sa šizofrenijom. Odeta Holms je borac za ljudska prava, ona je imućna žena koja je izgubila noge od kolena naniže tako što je bila gurnuta pod voz u metrou. Odeta je u potpunosti ne svesna da telo deli sa Detom Voker nasilnom ženom velikim mrziteljem belaca. Roland i Edi moraju da se nose i sa Odetom i sa Detom dve ličnost i koje se smenjuju u jednom telu na daljem putovanju ka trećim vratima, dok je Odeta dosta mirna verujući da je u komi i da sve ovo sanja, Deta je dosta agresivna i otežava im putovanje. Nakon što se Rolandu stanje sa infekcijom pogoršalo, zbog nedostatka antibiotika, Edi je prinuđen da sam sa Odetom (i Detom) nastavi put ka trećim vratima. Njih dvoje stižu do vrata koje se zovu Smrt gde Edi ostavlja Odetu i to naoružanu Rolandovim pištoljem, kako bi mogla da se brani od jastogovišta, i vraća se natrag sa Odetinim kolicima po Rolanda da ga dovede do trećih vrata. Po povratku Odeta je nestala (Deta je izbila na površinu i skrivena vreba svoju priliku). Roland prolazi kroz treća vrata a Deta da bi uhvatila Rolanda zarobljava Edija i koristi ga kao mamac tako što ga vezuje i ostavlja na plaži da ga pojedu Jastogovišta.
Treća vrata Umesto da upoznamo novog pratioca, teća vrata vode Rolanda do izvesnog Džek Morta, sociopatu koji ima sadističku naviku da povređuje ili ubija nasumične strance. Ispostavlja se da je Džek odgovoran za Odetinu traumu iz detinjstva kada joj je pala cigla na glavu (nakon čega se u Odetinom telu i pojavila Deta Voker), kao i za osobu koja je Odetu gurnula pod voz metroa kojom prilikom je Odeta ostala bez nogu od kolena naniže. Roland stiže taman na vreme da spreči Džeka da gurne Džejka (dečaka iz prvog dela, Revolveraš) pod auto, čime bi i izazvao sretanje Rolanda i Džejka na stanici u pustinji. Pod Rolandovom kontrolom Džek Mort dolazi do municije i antibiotika neophodnih Rolandu za preživljavanje, nakon čega takođe pod Rolandovom kontrolom Džek Mort skače pod voz, na istoj stanici na kojoj je gurnuo Odetu na šine. Roland se delić sekunde pre udara voza o Morta vraća u svoj svet ali se pre toga uverio da Odeta/Deta vidi Mortovu smrt, čime su se Odeta i Deta praktičo spojile u treću osobu zvanu Suzana Din, koja je posedovala osobine i Odete i Dete. Suzana u poslednjim trenucima spašava Edija od Jastogovišta. 
Kao grupa (tet) njih troje nastavljaju put ka mračnoj kuli odlazeći sa plaže. Edi nakon nekog vremna i prolaska kroz Apstinentsku krizu uspeva da se "skine" sa Heroina kao i da stupi u ljubavnu vezu sa Suzanom. Oboje su svesni da duguju život Rolandu ali su takođe svesni da će možda doći trenutak kada će biti žrtvovani zarad Mračne kule.